# Michal Drahorád
Michal Drahorád (* 15. dubna 1969) je bývalý český fotbalový obránce.

## Fotbalová kariéra
V lize hrál za SK Slavia Praha, FC Viktoria Plzeň a SK Dynamo České Budějovice. Kariéru končil v nižších soutěžích v Německu za SpVgg Bayern Hof a ZV Thierstein. V československé a české nejvyšší soutěži nastoupil v 64 utkáních a dal 1 gól.
Začínal v TJ Mariánské Lázně.

## Ligová bilance
| Ročník                                   | Zápasy | Góly | Klub                       |
| ---------------------------------------- | ------ | ---- | -------------------------- |
| 1. československá fotbalová liga 1990/91 | 9      | 0    | SK Slavia Praha            |
| 1. česká fotbalová liga 1993/94          | 28     | 0    | FC Viktoria Plzeň          |
| 1. Gambrinus liga 1999/00                | 27     | 1    | SK Dynamo České Budějovice |
| CELKEM                                   | 64     | 1    |                            |